# John Two-Hawks
John Two-Hawks este un muzician.

## Discografie
- Red and Blue Days
- Voices (June 2000)
- Good Medicine ( 2001)
- Traditions (2001) - cu Manach (Seamus Byrne)
- Heal (July 2002)
- Peace on Earth (2003)
- Honor (March 2004)
- Wild Eagles DVD (2004) - parte din Cedar Lake Nature DVD series
- Signature Series 2-CD Set (2005)
- How Not To Catch Fish and Other Adventures of Iktomi (June 2005)
- Beauty Music (2006) - cu Seamus Byrne și Sir Charles Hammer
- Come to the Fire (2006)
- Touch the Wind (2006) - cu Bastiaan Pot
- Cedar Dreams (2007)
- Elk Dreamer (2008)
- of dirt and dreams (septembrie 2008) - The Badlanders cu Van Adams

## Cărți
- Good Medicine (2001)
- How Not To Catch Fish and Other Adventures of Iktomi (2005)
- Come to the Fire (2006)
- To Make a Voice (2008)